# Vans Warped Tour Compilation 2004
Vans Warped Tour Compilation 2004 es el noveno disco de la saga de Warped Tour. El disco contiene las mejores canciones (versiones originales, no en directo) de los grupos que pasaron por el festival en el año 2004.

## Listado de canciones

### Disco 1
1. New Found Glory - "No News is Good News"
2. NOFX - "American Errorist(I Hate Hate Haters)"
3. Flogging Molly - "To Youth (My Sweet Roisin Dubh)"
4. Anti-Flag - "Rank-N-File"
5. Thursday - "Tomorrow I'll Be You"
6. Descendents - "Merican"
7. The Bouncing Souls - "Anchors Aweigh"
8. Yellowcard - "Breathing"
9. Pennywise - "Something To Change"
10. Motion City Soundtrack - "Capital H"
11. Atmosphere - "The Keys To Life Vs. 15 Minutes Of Fame"
12. Sugarcult - "Destination Anywhere"
13. Maxeen - "Please"
14. Go Betty Go - "C'mon"
15. 1208 - "Fall Apart"
16. Matches - "Audio Blood"
17. Lawrence Arms - "Alert The Audience"
18. Avoid One Thing - "Armbands And Braids"
19. Stutterfly - "Gun In Hand"
20. Near Miss - "Now Rectify"
21. Letter Kills - "Lights Out"
22. Lightweight Holiday - "Keep On"
23. Denver Harbor - "Picture Perfect Wannabe"
24. Jersey - "Saturday Night"
25. Melee - "The War"
26. Briggs - "Waiting In The Shadows"

### Disco 2
1. Bad Religion - "God's Love"
2. Good Charlotte - "My Bloody Valentine"
3. Casualties - "Tomorrow Belongs To Us"
4. Alkaline Trio - "Blue Carolina"
5. Taking Back Sunday - "A Decade Under The Influence"
6. Simple Plan - "Crash And Burn"
7. Coheed and Cambria - "Three Evils"
8. Piebald - "The Jealous Guys Blues"
9. From Autumn To Ashes - "The After Dinner Payback"
10. Death By Stereo - "Beyond The Blinders"
11. Matchbook Romance - "My Eyes Burn"
12. Early November - "Something That Produces Results"
13. Fear Before The March Of Flames - "On The Bright Side, She Could Choke"
14. Unseen - "So Sick Of You"
15. Pulley - "Stomach Aches"
16. F Ups - "I Don't Know"
17. Real Mekenzies - "Droppin' Like Flies"
18. Left Alone - "Heart Riot"
19. Down To Earth Approach - "Exhibit Of The Year"
20. Throw Rag - "Space Hump Me"
21. From First to Last - "Note To Self"
22. Chronic Future - "Time And Time Again"
23. Hazen Street - "Are You Ready"
24. Amber Pacific - "Thoughts Before Me"
25. Pepper:"Back Home"
26. Bleed The Dream:"Solace"

- Datos: Q4018245